# My Name Is Tex
My Name Is Tex è un album di matrice country di Graziano Romani, ispirato ai personaggi ed alle atmosfere del fumetto Tex Willer.
Il disco è stato presentato in anteprima il 30 ottobre 2011 presso il Teatro S. Girolamo, durante il Lucca Comics, ed è uscito nei negozi il 3 novembre.
La copertina dell'album è costituita da un disegno inedito, appositamente realizzato da Giovanni Ticci.

Allegato al disco, c'è un piccolo libro contenente l'introduzione firmata da Sergio Bonelli e tre storie brevi su Tex, una delle quali, (la terza), scritta proprio da Graziano Romani.
Nel novembre 2012 è stata pubblicata una versione deluxe dell'album, destinata al mercato librario.

## Tracce
1. My Name Is Tex
2. Goldeena
3. Carson
4. Texas Rangers
5. Mephisto!
6. Red River Valley
7. Showdown with El Muerto
8. Wait for the Wagon (duetto con David Scholl)
9. So Long, Lilyth
10. The Streets of Laredo
11. Four Brave Riders
12. Quien Sabe Hombre?
13. My Name is Tex (Reprise)

## Formazione
- Graziano Romani - voce, chitarra acustica, chitarra elettrica, flauto traverso, cori, armonica a bocca
- Erik Montanari - chitarra acustica
- Pat Bonan - batteria, percussioni
- Gabriele Cavalli - basso
- Francesco Micalizzi - batteria